# Herchies
Herchies är en kommun i departementet Oise i regionen Hauts-de-France i norra Frankrike. Kommunen ligger i kantonen Beauvais-Nord-Ouest som tillhör arrondissementet Beauvais. År 2022 hade Herchies 588 invånare.

## Befolkningsutveckling
Antalet invånare i kommunen Herchies
| Referens: INSEE |